# Sala de saraos

La sala de Saraos fue un espacio destinado a celebrar fiestas en el palacio real de Valladolid, desaparecido desde el siglo XVIII.

## Historia
Fue construida en 1605 para utilizarse en las festividades con ocasión del nacimiento del futuro Felipe IV, entonces príncipe. Esta sala fue precedida de otras salas de menor tamaño en donde se desarrollaban las fiestas durante la estancia de la corte en Valladolid. Además de las fiestas por el nacimiento del entonces príncipe Felipe, en la sala se llevó a cabo de forma solemne la firma de las paces con Inglaterra.
La sala fue descrita por diversos contemporáneos como Tomé Pinheiro da Vega (en su Fastiginia) o Luis Cabrera de Córdoba. y recreada virtualmente por Jesús Urrea en un estudio publicado en 1999. El uso de la sala fue muy limitado, ya que la corte volvió a Madrid a finales de 1605. Tras la vuelta de la corte a Madrid la sala se utilizó en ocasiones muy puntuales. La sala, que había caído en ruina sería demolida en 1763.

## Descripción

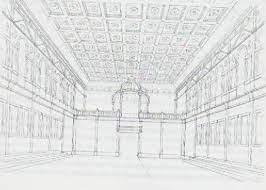
Recreación virtual del interior del salón de saraos por Jesús Urrea (1999).

Era de planta rectangular y se encontraba en el lado norte de la plaza de San Pablo. Las medidas aproximadas de la sala eran de 44,33 metros de largo, 14,78 de largo e igual altura.
El espacio central de la sala tenía una altura de dos pisos. Alrededor de la sala se disponían habitaciones y escaleras para subir a la galería que recorría cada uno de los lados más largos de la sala.
En el lado contrario al de la puerta de entrada (ambos formaban los lados estrechos) se disponía un espacio reservado a los reyes bajo una especie de palio o trono, situado debajo de una tramoya representando una nube.
En los lados largos se elevaba desde el suelo una grada de tres peldaños para el público.
La sala estaba decorada por pinturas pintadas por Carducho, Francisco Castelo y Patricio Cajés.

### Individuales
1. 1 2  Pérez Gil, Javier (2021). «El Palacio Real de Valladolid y la ciudad áulica». Dossier Ciudades (Instituto Universitario de Urbanística): 109-110.
2. ↑  Palomino, Antonio (1744). «65. Vicencio Carducho».  En Sampson Woodfall, Henry, ed. Las vidas de los pintores y estatuarios eminentes españoles. Londres. p. 48.